# 白頂峰尺蛾
白頂峰尺蛾（学名：Dindica wilemani）为尺蛾科峰尺蛾屬下的一个种。